# Chrosioderma ranomafana
Chrosioderma ranomafana is een spinnensoort in de taxonomische indeling van de jachtkrabspinnen (Sparassidae).
Het dier behoort tot het geslacht Chrosioderma. De wetenschappelijke naam van de soort werd voor het eerst geldig gepubliceerd in 2005 door Silva.